# Seventeen Going Under Tour
Il Seventeen Going Under Tour è il secondo tour di concerti del cantautore britannico Sam Fender, a supporto del suo secondo album in studio, Seventeen Going Under.

## Scaletta
Questa scaletta è tratta dal concerto del 20 marzo 2022, a Nottingham. Non è, perciò, rappresentativa di tutti gli spettacoli del tour.
1. Will We Talk?
2. Getting Started
3. Dead Boys
4. Mantra
5. Better of Me
6. The Borders
7. Spice
8. Howdon Aldi Death Queue
9. Get You Down
10. Spit of You
11. Play God
12. The Leveller
13. The Dying Light
14. Leave Fast
15. Saturday
16. Paradigms
17. Seventeen Going Under
18. Hypersonic Missiles

## Date
| Data             | Città               | Stato       | Luogo                        |
| Europa           | Europa              | Europa      | Europa                       |
| ---------------- | ------------------- | ----------- | ---------------------------- |
| 20 marzo 2022    | Nottingham          | Regno Unito | Motorpoint Arena             |
| 21 marzo 2022    | Liverpool           | Regno Unito | M&S Bank Arena               |
| 24 marzo 2022    | Dublino             | Irlanda     | 3Arena                       |
| 26 marzo 2022    | Glasgow             | Regno Unito | OVO Hydro                    |
| 27 marzo 2022    | Birmingham          | Regno Unito | Utilita Arena Birmingham     |
| 30 marzo 2022    | Brighton            | Regno Unito | Brighton Centre              |
| 1° aprile 2022   | Londra              | Regno Unito | OVO Arena Wembley            |
| 2 aprile 2022    | Londra              | Regno Unito | OVO Arena Wembley            |
| 5 aprile 2022    | Newcastle upon Tyne | Regno Unito | Utilita Arena                |
| 6 aprile 2022    | Newcastle upon Tyne | Regno Unito | Utilita Arena                |
| 3 maggio 2022    | Zurigo              | Svizzera    | Halle 622                    |
| 5 maggio 2022    | Amsterdam           | Paesi Bassi | AFAS Live                    |
| 7 maggio 2022    | Düsseldorf          | Germania    | Mitsubishi Electric Halle    |
| 9 maggio 2022    | Francoforte         | Germania    | Jahrhunderthalle             |
| 12 maggio 2022   | Monaco              | Germania    | Tonhalle                     |
| 13 maggio 2022   | Berlino             | Germania    | Max-Schmeling-Halle          |
| 24 maggio 2022   | Newcastle upon Tyne | Regno Unito | O2 City Hall Newcastle       |
| 27 maggio 2022   | Scarborough         | Regno Unito | Scarborough Open Air Theatre |
| 6 luglio 2022    | Manchester          | Regno Unito | Castlefield Bowl             |
| 15 luglio 2022   | Londra              | Regno Unito | Finsbury Park                |
| Nord America     |                     |             |                              |
| 30 luglio 2022   | Toronto             | Canada      | Danforth Music Hall          |
| 5 agosto 2022    | Los Angeles         | Stati Uniti | The Fonda Theatre            |
| 9 agosto 2022    | New York            | Stati Uniti | Irving Plaza                 |
| Oceania          |                     |             |                              |
| 18 novembre 2022 | Melbourne           | Australia   | Palace Foreshore             |
| 22 novembre 2022 | Sydney              | Australia   | Enmore Theatre               |
| 24 novembre 2022 | Brisbane            | Australia   | Fortitude Music Hall         |
| 26 novembre 2022 | Sydney              | Australia   | Hordern Pavilion             |